# The Lone Ranger (série télévisée d'animation)
Pour les articles homonymes, voir The Lone Ranger.
Pour la série d'animation de 1980, voir Lone Ranger (série télévisée d'animation).
The Lone Ranger est une série télévisée d'animation américaine en vingt-six épisodes de 25 minutes (divisés en trois segments de 8 minutes) produite par Halas et Batchelor et diffusée du 10 septembre 1966 au 13 janvier 1968 sur le réseau CBS.
Cette série est inédite dans tous les pays francophones.

## Synopsis
Les aventures du justicier Lone Ranger et son ami Tonto dans l'ouest sauvage.

## Distribution (voix)
- Michael Rye : The Lone Ranger
- Shepard Menken : Tonto

## Épisodes

### Saison 1 (1966-1967)
1. The Trickster / Crack of Doom / The Human Dynamo
2. Ghost Riders / Wrath of the Sun God / Day of the Dragon
3. The Secret Army of General X / The Cat People / Night of the Vampire
4. Bear Claw / The Hunter and the Hunted / Mephisto
5. Revenge of the Mole / The Frog People / Terror in Toyland
6. Black Mask of Revenge / The Sacrifice / Puppet Master
7. Valley of the Dead / Forest of Death / The Fly
8. A Time to Die / Ghost Tribe of Comanche Flat / Attack of the Lilliputians
9. Circus of Death / The Brave / Cult of the Black Widow
10. El Conquistador / Snow Creature / The Prairie Pirate
11. Man of Silver / Nightmare in Whispering Pine / Sabotage
12. Mastermind / The Lost Tribe of Golden Giants / Monster of Scavenger Crossing
13. The Black Panther / Thomas the Great / Island of the Black Widow

### Saison 2 (1967-1968)
1. Paddle Wheeling Pirates / A Day at Death's Head Pass / The Mad, Mad, Mad, Mad Scientist
2. The Kid / Stone Hawk / Sky Raiders
3. The Man from Pinkerton / Tonto and the Devil Spirits / The Dealdy Glassman
4. Black Knight / Taka / Fire Rain
5. The Secret of Warlock / Wolfmaster / Death Hunt
6. The Terrible Tiny Toon / Fire Monster / The Iron Giant
7. Town Tamers, Inc. / Curse of the Devil Doll / It Came from Below
8. Black Arrow / The Rainmaker / Flight of the Hawk
9. The Avenger / Battle at Barnaby's Bend / Puppetmaster's Revenge
10. Reign of the Queen Bee / Kingdom of Terror / Quicksilver
11. The Legend of Cherokee Smith / The Day the West Stood Still / Border Rats
12. Lash and the Arrow / Spectre of Death / Mr. Happy
13. Mr. Midas

## Commentaires
Le show est fortement inspiré d'une autre série, Les Mystères de l'Ouest (1965-1969), par l'influence de scénarios fantastiques avec des méchants extravagants ou utilisant des machines infernales.